# Cerro Picacho (Panamá Oeste)
El Cerro Picacho es una montaña localizada al oeste de Panamá en el distrito de San Carlos. Exactamente se encuentra en las coordenadas N8º37.648’W080º02.839, dentro de la Cordillera Central. La montaña tiene en sus laderas la Laguna de San Carlos y el proyecto privado de montaña Altos del María.
El Cerro Picacho tiene una altitud de 1,182.33 m.